# Phylloscopus neglectus
Phylloscopus neglectus là một loài chim trong họ Phylloscopidae.